# Razamanaz
Razamanaz je třetí studiové album skotské rockové skupiny Nazareth, poprvé vydané v květnu roku 1973. Byla to první LP deska kapely, která překonala hitparády a produkoval ji Roger Glover z Deep Purple, se kterým byla kapela v té době na turné. „Woke Up This Morning“ bylo znovu nahráno pro toto album. Singly Bad Bad Boy (9) a Broken Down Angel´ (10) se dostaly na vrchol žebříčku v Británii 

## Seznam skladeb
1. „Razamanaz“                                                                                          3:52
2. „Alcatraz“                                                 Leon Russell                          4:23
3. „Vigilante Man“                                        Woody Guthrie                       5:21
4. „Woke Up This Morning“                                                                        3:53
5. „Night Woman“                                                                                       3:29
6. „Bad Bad Boy“                                                                                        3:55
7. „Sold My Soul“                                                                                       4:49
8. „Too Bad Too Sad“                                                                                 2:55
9. „Broken Down Angel“                                                                             3:45

## Sestava
- Dan McCafferty – zpěv
- Darrell Sweet – bicí, perkuse, doprovodný zpěv
- Pete Agnew – baskytara, doprovodný zpěv
- Manny Charlton – elektrická, akustická, slide kytara, banjo, doprovodný zpěv
- Roger Glover – producent, baskytara, perkuse